# Dead History
Dead History est une police de caractères avec empattements dessinée par P. Scott Makela en 1990 et publiée par la fonderie Emigre.
En 2011, Dead History figure parmi les vingt-trois fontes numériques acquises par la collection Architecture et Design du MoMA de New York, et montrées dans l'exposition Standard Deviations.